# Hot (album)
Hot is het eerste studioalbum van Inna. In Roemenië, Bulgarije, Spanje, Griekenland en Turkije scoorde ze met haar eerste single "Hot" een nummer 1-hit en in Nederland en Rusland een nummer 2-hit. Haar tweede single van het album werd "Déjà Vu". Wederom een top 10-hit. "Déjà Vu" haalde de zevende plaats als hoogst behaalde plek. De derde single van het album werd "Love". In eerste instantie zou "10 Minutes" de volgende single worden, maar dat ging toch niet door. Op 22 april 2010 is haar album Hot uitgekomen in Nederland. Haar album kwam 1 mei 2010 in de single Top 100 binnen op 68 en de hoogste positie is 68. Hot heeft totaal 12 weken in de Album Top 100 gestaan. In Vlaanderen kwam het album op nummer 56 binnen op 4 september 2010. "Amazing" werd de vierde single en de laatste single werd "10 Minutes".

## Tracklist
| Nr. | Titel                    | Duur |
| --- | ------------------------ | ---- |
| 1.  | Hot                      | 3:40 |
| 2.  | Déjà Vu (ft. Bob Taylor) | 4:24 |
| 3.  | Fever                    | 3:24 |
| 4.  | Love                     | 3:40 |
| 5.  | Amazing                  | 3:29 |
| 6.  | Don't Let The Music Die  | 3:38 |
| 7.  | 10 Minutes               | 3:21 |
| 8.  | On & On                  | 4:39 |
| 9.  | Ladies                   | 5:11 |
| 10. | Left Right               | 4:43 |
| 11. | Days Nights              | 3:26 |
| 12. | On & On (Chillout Mix)   | 4:02 |

### Singles
| Single met eventuele hitnotering(en) in de Nederlandse Top 40 | Datum van verschijnen | Datum van binnenkomst | Hoogste positie | Aantal weken | Opmerkingen                              |
| ------------------------------------------------------------- | --------------------- | --------------------- | --------------- | ------------ | ---------------------------------------- |
| Hot                                                           | 2009                  | 29-08-2009            | 2               | 18           | #4 in de Single Top 100 / Alarmschijf    |
| Déjà vu                                                       | 2009                  | 28-11-2009            | 7               | 18           | met Bob Taylor / #9 in de Single Top 100 |
| Love                                                          | 2010                  | 27-03-2010            | 12              | 11           | #31 in de Single Top 100                 |
| Amazing                                                       | 2010                  | 26-06-2010            | 14              | 12           | #23 in de Single Top 100                 |
| 10 Minutes                                                    | 2010                  | 16-10-2010            | 18              | 7            | #76 in de Single Top 100                 |

| Single met hitnotering(en) in de Vlaamse Ultratop 50 | Datum van verschijnen | Datum van binnenkomst | Hoogste positie | Aantal weken | Opmerkingen    |
| ---------------------------------------------------- | --------------------- | --------------------- | --------------- | ------------ | -------------- |
| Hot                                                  | 2009                  | 19-09-2009            | 6               | 19           |                |
| Déjà vu                                              | 2010                  | 13-02-2010            | 15              | 16           | met Bob Taylor |
| Amazing                                              | 2010                  | 31-07-2010            | 19              | 9            |                |
| 10 Minutes                                           | 2010                  | 09-10-2010            | tip15           | -            |                |

## Hitnoteringen

### NederlandseAlbum Top 100
| Hitnotering: (Week 1 t/m 3) 01-05-2010 t/m 15-05-2010 Hitnotering: (Week 4) 19-06-2010 Hitnotering: (Week 5 t/m 12) 03-07-2010 t/m 21-08-2010 | Hitnotering: (Week 1 t/m 3) 01-05-2010 t/m 15-05-2010 Hitnotering: (Week 4) 19-06-2010 Hitnotering: (Week 5 t/m 12) 03-07-2010 t/m 21-08-2010 | Hitnotering: (Week 1 t/m 3) 01-05-2010 t/m 15-05-2010 Hitnotering: (Week 4) 19-06-2010 Hitnotering: (Week 5 t/m 12) 03-07-2010 t/m 21-08-2010 | Hitnotering: (Week 1 t/m 3) 01-05-2010 t/m 15-05-2010 Hitnotering: (Week 4) 19-06-2010 Hitnotering: (Week 5 t/m 12) 03-07-2010 t/m 21-08-2010 | Hitnotering: (Week 1 t/m 3) 01-05-2010 t/m 15-05-2010 Hitnotering: (Week 4) 19-06-2010 Hitnotering: (Week 5 t/m 12) 03-07-2010 t/m 21-08-2010 | Hitnotering: (Week 1 t/m 3) 01-05-2010 t/m 15-05-2010 Hitnotering: (Week 4) 19-06-2010 Hitnotering: (Week 5 t/m 12) 03-07-2010 t/m 21-08-2010 | Hitnotering: (Week 1 t/m 3) 01-05-2010 t/m 15-05-2010 Hitnotering: (Week 4) 19-06-2010 Hitnotering: (Week 5 t/m 12) 03-07-2010 t/m 21-08-2010 | Hitnotering: (Week 1 t/m 3) 01-05-2010 t/m 15-05-2010 Hitnotering: (Week 4) 19-06-2010 Hitnotering: (Week 5 t/m 12) 03-07-2010 t/m 21-08-2010 | Hitnotering: (Week 1 t/m 3) 01-05-2010 t/m 15-05-2010 Hitnotering: (Week 4) 19-06-2010 Hitnotering: (Week 5 t/m 12) 03-07-2010 t/m 21-08-2010 | Hitnotering: (Week 1 t/m 3) 01-05-2010 t/m 15-05-2010 Hitnotering: (Week 4) 19-06-2010 Hitnotering: (Week 5 t/m 12) 03-07-2010 t/m 21-08-2010 | Hitnotering: (Week 1 t/m 3) 01-05-2010 t/m 15-05-2010 Hitnotering: (Week 4) 19-06-2010 Hitnotering: (Week 5 t/m 12) 03-07-2010 t/m 21-08-2010 | Hitnotering: (Week 1 t/m 3) 01-05-2010 t/m 15-05-2010 Hitnotering: (Week 4) 19-06-2010 Hitnotering: (Week 5 t/m 12) 03-07-2010 t/m 21-08-2010 | Hitnotering: (Week 1 t/m 3) 01-05-2010 t/m 15-05-2010 Hitnotering: (Week 4) 19-06-2010 Hitnotering: (Week 5 t/m 12) 03-07-2010 t/m 21-08-2010 | Hitnotering: (Week 1 t/m 3) 01-05-2010 t/m 15-05-2010 Hitnotering: (Week 4) 19-06-2010 Hitnotering: (Week 5 t/m 12) 03-07-2010 t/m 21-08-2010 | Hitnotering: (Week 1 t/m 3) 01-05-2010 t/m 15-05-2010 Hitnotering: (Week 4) 19-06-2010 Hitnotering: (Week 5 t/m 12) 03-07-2010 t/m 21-08-2010 | Hitnotering: (Week 1 t/m 3) 01-05-2010 t/m 15-05-2010 Hitnotering: (Week 4) 19-06-2010 Hitnotering: (Week 5 t/m 12) 03-07-2010 t/m 21-08-2010 |
| Week: | 1 | 2 | 3 | | 4 | | 5 | 6 | 7 | 8 | 9 | 10 | 11 | 12 | |
| --- | --- | --- | --- | --- | --- | --- | --- | --- | --- | --- | --- | --- | --- | --- | --- |
| Positie: | 69 | 79 | 92 | uit | 100 | uit | 85 | 89 | 90 | 68 | 77 | 88 | 83 | 92 | uit |

### VlaamseUltratop 100Albums
| Hitnotering: 04-09-2010 t/m 16-10-2010 | Hitnotering: 04-09-2010 t/m 16-10-2010 | Hitnotering: 04-09-2010 t/m 16-10-2010 | Hitnotering: 04-09-2010 t/m 16-10-2010 | Hitnotering: 04-09-2010 t/m 16-10-2010 | Hitnotering: 04-09-2010 t/m 16-10-2010 | Hitnotering: 04-09-2010 t/m 16-10-2010 | Hitnotering: 04-09-2010 t/m 16-10-2010 | Hitnotering: 04-09-2010 t/m 16-10-2010 |
| Week:                                  | 1                                      | 2                                      | 3                                      | 4                                      | 5                                      | 6                                      | 7                                      |                                        |
| -------------------------------------- | -------------------------------------- | -------------------------------------- | -------------------------------------- | -------------------------------------- | -------------------------------------- | -------------------------------------- | -------------------------------------- | -------------------------------------- |
| Positie:                               | 56                                     | 37                                     | 47                                     | 54                                     | 58                                     | 85                                     | 92                                     | uit                                    |